# Nowe Prusy
Nowe Prusy (niem. Neu Prussy) – wieś w województwie pomorskim, w powiecie chojnickim, w gminie Czersk. 
Wieś borowiacka położona w południowej części województwa pomorskiego, wchodzi w skład sołectwa Gotelp.
W latach 1975–1998 miejscowość administracyjnie należała do województwa bydgoskiego.